# Hangenmeilingen
Hangenmeilingen ist ein Ortsteil der Gemeinde Elbtal im mittelhessischen Landkreis Limburg-Weilburg.

## Geographische Lage
Der Ort liegt am Fuß des 398 Meter hohen Heidenhäuschens am Ostrand des Westerwaldes und im Nordwesten des Limburger Beckens. Die Bundesstraße 54 führt wenige hundert Meter westlich des Orts vorbei. Die heutige Bebauung besteht aus dem alten Ortskern und der räumlich davon deutlich getrennten Neubausiedlung im Südwesten.
Die grob trapezförmige Gemarkung grenzt im Osten an den Waldbrunner Ortsteil Ellar, im Süden an den Hadamarer Stadtteil Oberzeuzheim, im Westen an den Elbtaler Nachbarort Heuchelheim und im Norden an Dorchheim, den Verwaltungssitz der Gemeinde.
Das gesamte Gemarkungsgelände ist von einer nach Nordwesten, zum Tal des Elbbachs hin abfallenden Hanglage geprägt, wobei das Gefälle im alten Ortskern ausgeprägt ist, während das Neubaugebiet auf einem vergleichsweise ebenen Abschnitt liegt. Im Osten steigt das Gelände hin zu einem in Nord-Süd-Richtung verlaufenden Höhenrücken an, dessen südliches Ende das Heidenhäuschen bildet. Das Heidenhäuschen ist mit 398 Metern zugleich der höchste Punkt der Gemarkung, während der niedrigste an der Bundesstraße liegt. Der Ort ist von landwirtschaftlich genutzter Fläche umgeben, während der Süd- und der Ostteil der Gemarkung von Mischwald bedeckt ist.

## Geschichte

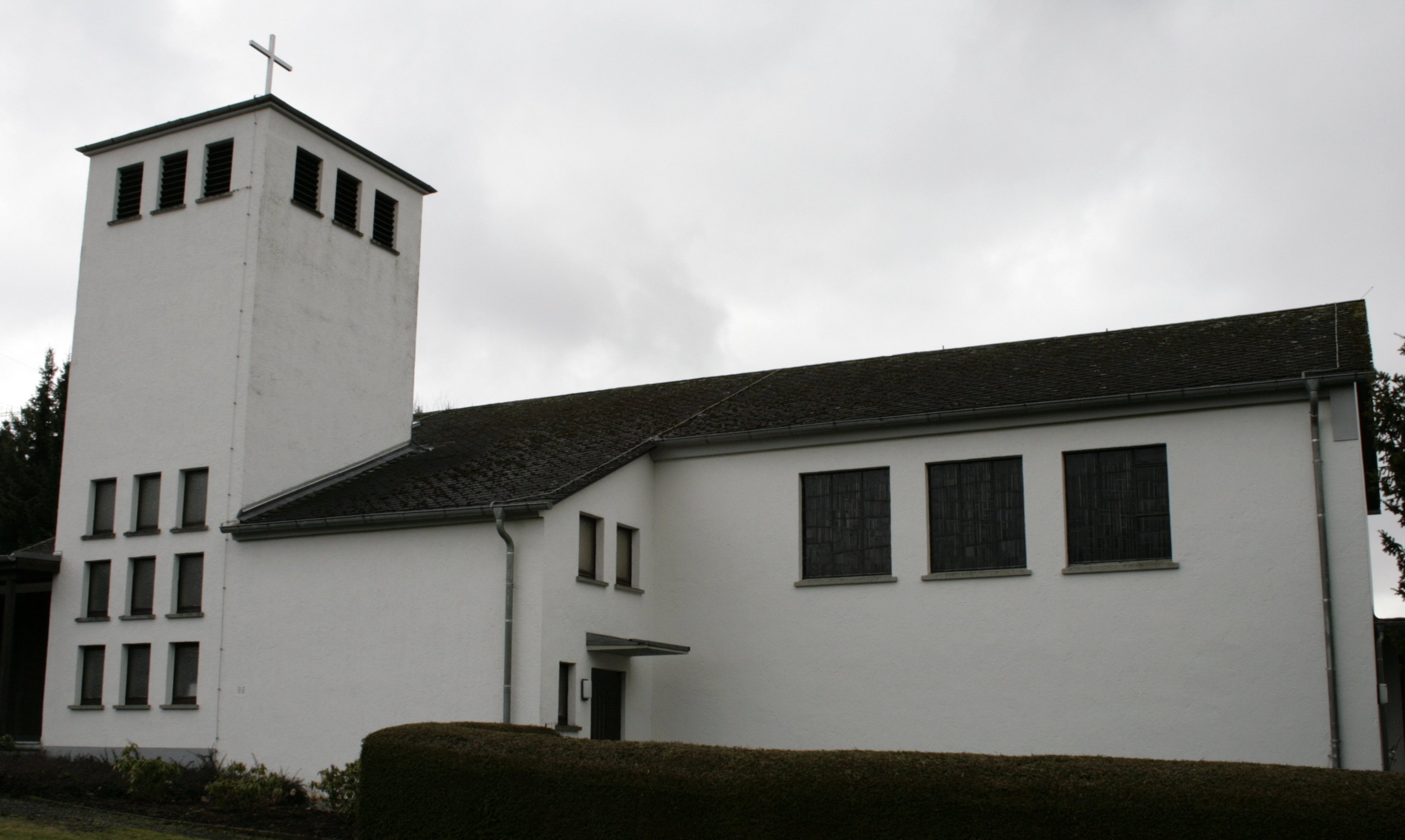
Kirche

### Ortsgeschichte
Die älteste bekannte urkundliche Erwähnung datiert auf den 21. Januar 1333. Das historische Irtslexikon nennt allerdings schon eine Erwähnung in der Zeit 1244–1252.
Der Ort gehörte dem Kirchspiel Niederzeuzheim an, das bereits seit dem Ende des 12. Jahrhunderts bestand. Im Jahr 1896 wechselte es zur Pfarrvikarie Dorchheim.
Bemerkenswert ist eine in den 1920er Jahren von Lehrer Franz-Josef Vogt eingerichtete Reformschule mit stark handwerklicher Ausrichtung. Nach dem Verbot durch die nationalsozialistische Regierung 1934 erstand die Schule nach dem Zweiten Weltkrieg wieder und wurde 1961 mit dem Verbot gemeindeeigener Schulen in Hessen in ein Landschulheim umgewandelt, das vor allem Kinder aus Problemfamilien betreute. 2006 wurde die Einrichtung geschlossen.
Hessische Gebietsreform (1970–1977)
Die Gemeinden Dorchheim, Hangenmeilingen und Heuchelheim fusionierten freiwillig zum 1. Februar 1971 im Zuge der Gebietsreform in Hessen zur neuen Gemeinde Elbtal. Dorchheim wurde Sitz der Gemeindeverwaltung. Am 1. Juli 1973 schloss sich der Ort Elbgrund, aus den ehemaligen Ortsteilen Waldmannshausen und Mühlbach bestehend, der Gemeinde an.
Ortsbezirke nach der Hessischen Gemeindeordnung wurden nicht errichtet.

### Verwaltungsgeschichte im Überblick
Die folgende Liste zeigt die Staaten bzw. Herrschaftsgebiete und deren untergeordnete Verwaltungseinheiten, in denen Hangenmeilingen lag:
- Im Früh- und Hochmittelalter: Herrschaft Ellar. Die Herrschaft Ellar bestand im Früh- und Hochmittelalter aus den Zenten Lahr, Elsoff (Westerwaldkreis, Rheinland-Pfalz), Niederzeuzheim und Frickhofen (Bleseberg), weshalb die Herrschaft auch als die „Vier Zehnten“ bezeichnet wurde.
- bis 1367: Heiliges Römisches Reich, Grafschaft Diez (1337–1405 als Pfand zur Grafschaft Hadamar)
- 1367–1405: Heiliges Römisches Reich, als Teil der „Vier Zehnten“ Grafschaft Katzenelnbogen
- 1405–1479: Heiliges Römisches Reich, „Vier Zehnten“ (1/3 im Besitz von Nassau-Dillenburg und 2/3 im Besitz der Grafschaft Katzenelnbogen)
- 1479–1534: Heiliges Römisches Reich, „Vier Zehnten“ (2/3 der Landgrafschaft Hessen und 1/3 den Grafen von Nassau-Dillenburg)
- 1534–1557: Heiliges Römisches Reich, „Vier Zehnten“ (Landgrafschaft Hessen, die Grafen von Nassau-Dillenburg und Kurtrier je 1/3)
- 1557–1606: Heiliges Römisches Reich, Grafschaft Sayn, „Vier Zehnten“
- 1606–1650: Heiliges Römisches Reich, Grafschaft Nassau-Hadamar, „Vier Zehnten“
- 1650–1711: Heiliges Römisches Reich, Fürstentum Nassau-Hadamar, Amt Hadamar
- 1717–1743: Heiliges Römisches Reich, Fürstentum Nassau-Dillenburg, Amt Hadamar
- 1743–1806: Heiliges Römisches Reich, Grafen von Nassau-Diez als Teil des Fürstentums Nassau-Oranien, Amt Hadamar
- 1806–1813: Großherzogtum Berg, Département Sieg, Arrondissement Dillenburg, Kanton Hadamar
- 1813–1815: Fürstentum Nassau-Oranien, Amt Hadamar
- ab 1816: Deutscher Bund, Herzogtum Nassau, Amt Hadamar
- ab 1849: Deutscher Bund, Herzogtum Nassau, Kreisamt Hadamar[Anm. 1]
- ab 1854: Deutscher Bund, Herzogtum Nassau, Amt Hadamar
- ab 1867: Norddeutscher Bund[Anm. 2], Königreich Preußen, Provinz Hessen-Nassau, Regierungsbezirk Wiesbaden, Oberlahnkreis[Anm. 3]
- ab 1871: Deutsches Reich, Königreich Preußen, Provinz Hessen-Nassau, Regierungsbezirk Wiesbaden, Oberlahnkreis
- ab 1886: Deutsches Reich, Königreich Preußen, Provinz Hessen-Nassau, Regierungsbezirk Wiesbaden, Kreis Limburg
- ab 1918: Deutsches Reich, Freistaat Preußen, Provinz Hessen-Nassau, Regierungsbezirk Wiesbaden, Kreis Limburg
- ab 1944: Deutsches Reich, Freistaat Preußen, Provinz Nassau, Landkreis Limburg
- ab 1945: Amerikanische Besatzungszone, Groß-Hessen, Regierungsbezirk Wiesbaden, Landkreis Limburg
- ab 1946: Amerikanische Besatzungszone, Land Hessen, Regierungsbezirk Wiesbaden, Landkreis Limburg
- ab 1949: Bundesrepublik Deutschland, Land Hessen, Regierungsbezirk Wiesbaden, Landkreis Limburg
- ab 1968: Bundesrepublik Deutschland, Land Hessen, Regierungsbezirk Darmstadt, Landkreis Limburg
- ab 1971: Bundesrepublik Deutschland, Land Hessen, Regierungsbezirk Darmstadt, Landkreis Limburg, Gemeinde Elbtal[Anm. 4]
- ab 1974: Bundesrepublik Deutschland, Land Hessen, Regierungsbezirk Darmstadt, Landkreis Limburg-Weilburg, Gemeinde Elbtal
- ab 1981: Bundesrepublik Deutschland, Land Hessen, Regierungsbezirk Gießen, Landkreis Limburg-Weilburg, Gemeinde Elbtal

### Bevölkerung
| Quelle: Historisches Ortslexikon |                               |
| 1608:                            | 18 Familien                   |
| 1612:                            | 19 Familien                   |
| 1615:                            | 18 Familien                   |
| 1620:                            | 18 Familien                   |
| 1624:                            | 18 Familien                   |
| 1679:                            | 13 Familien                   |
| 1885:                            | 333 Einwohner, 59 Wohngebäude |

| Hangenmeilingen: Einwohnerzahlen von 1834 bis 2020 | Hangenmeilingen: Einwohnerzahlen von 1834 bis 2020 | Hangenmeilingen: Einwohnerzahlen von 1834 bis 2020 | Hangenmeilingen: Einwohnerzahlen von 1834 bis 2020 | Hangenmeilingen: Einwohnerzahlen von 1834 bis 2020 |
| --- | -------------------------------------------------- | -------------------------------------------------- | -------------------------------------------------- | -------------------------------------------------- |
| Jahr |                                                    |                                                    |                                                    | Einwohner                                          |
| 1834 | 1834                                               |                                                    | 282                                                | 282                                                |
| 1840 | 1840                                               |                                                    | 316                                                | 316                                                |
| 1846 | 1846                                               |                                                    | 327                                                | 327                                                |
| 1852 | 1852                                               |                                                    | 317                                                | 317                                                |
| 1858 | 1858                                               |                                                    | 324                                                | 324                                                |
| 1864 | 1864                                               |                                                    | 363                                                | 363                                                |
| 1871 | 1871                                               |                                                    | 335                                                | 335                                                |
| 1875 | 1875                                               |                                                    | 376                                                | 376                                                |
| 1885 | 1885                                               |                                                    | 333                                                | 333                                                |
| 1895 | 1895                                               |                                                    | 322                                                | 322                                                |
| 1905 | 1905                                               |                                                    | 332                                                | 332                                                |
| 1910 | 1910                                               |                                                    | 291                                                | 291                                                |
| 1925 | 1925                                               |                                                    | 323                                                | 323                                                |
| 1939 | 1939                                               |                                                    | 329                                                | 329                                                |
| 1946 | 1946                                               |                                                    | 416                                                | 416                                                |
| 1950 | 1950                                               |                                                    | 402                                                | 402                                                |
| 1956 | 1956                                               |                                                    | 422                                                | 422                                                |
| 1961 | 1961                                               |                                                    | 426                                                | 426                                                |
| 1967 | 1967                                               |                                                    | 547                                                | 547                                                |
| 1970 | 1970                                               |                                                    | 521                                                | 521                                                |
| 1987 | 1987                                               |                                                    | 609                                                | 609                                                |
| 1991 | 1991                                               |                                                    | 801                                                | 801                                                |
| 2000 | 2000                                               |                                                    | ?                                                  | ?                                                  |
| 2011 | 2011                                               |                                                    | 681                                                | 681                                                |
| 2020 | 2020                                               |                                                    | 730                                                | 730                                                |
| Datenquelle: Historisches Gemeindeverzeichnis für Hessen: Die Bevölkerung der Gemeinden 1834 bis 1967. Wiesbaden: Hessisches Statistisches Landesamt, 1968. Weitere Quellen: LAGIS; Gemeinde Elbtal; Zensus 2011 |                                                    |                                                    |                                                    |                                                    |

Einwohnerstruktur 2011
Nach den Erhebungen des Zensus 2011 lebten am Stichtag dem 9. Mai 2011 in Hangenmeilingen 681 Einwohner. Darunter waren 30 (4,4 %) Ausländer.
Nach dem Lebensalter waren 123 Einwohner unter 18 Jahren, 279 zwischen 18 und 49, 159 zwischen 50 und 64 und 102 Einwohner waren älter.
Die Einwohner lebten in 303 Haushalten. Davon waren 96 Singlehaushalte, 90 Paare ohne Kinder und 87 Paare mit Kindern, sowie 24 Alleinerziehende und 6 Wohngemeinschaften. In 57 Haushalten lebten ausschließlich Senioren und in 219 Haushaltungen lebten keine Senioren.
Religionszugehörigkeit
| • 1885: | 333 katholische (= 100,00 %) Einwohner                              |
| • 1961: | 057 evangelische (= 13,38 %), 366 katholische (= 85,92 %) Einwohner |

## Kultur und Sehenswürdigkeiten

### Vereine
Hangenmeilingen verfügt über einen Sportverein, die Freiwillige Feuerwehr, gegründet 1934 (seit 1. September 1978 mit Jugendfeuerwehr), eine Katholische Frauengemeinschaft und den Männergesangverein „Sängerlust“.

### Denkmalgeschützte Bauwerke

#### Hauptstraße 14
Dieses Wohnhaus mit Krüppelwalmdach aus der ersten Hälfte des 19. Jahrhunderts sticht durch seine symmetrische Fassadengestaltung sowie seine Lage an einer T-Kreuzung im historischen Ortskern hervor. Der Baukörper wurde 1935 deutlich verändert. Das Fachwerk ist heute durch Putz überdeckt.

#### Hauptstraße 20
An diesem Wohnhaus aus dem Jahr 1761 ist das Fachwerk weitgehend verputzt und nur noch an einer Traufwand des Obergeschosses zu sehen. Dort findet sich ein streng rechteckig und symmetrisch gegliedertes Fachwerk mit Schmuck in Form zweier fränkischer Erker, Mannformen und genaster Bogenstreben. Dazu kommt reiches Schnitzwerk in Form von Masken, Säulen, Girlanden, Bandelwerk und Rocaillen. Über der barocken Haustür weist eine Tafel den Hausherrn als Fähnrich aus. Im Schnitzwerk einer Tafel unter einem der Erker ist er gemeinsam mit seiner Ehefrau und ausgestattet mit Hellebarde und Fahne dargestellt.

#### Oberstraße 22
Das Gebäude besteht aus dem ursprünglichen Fachwerkhaus, das später zur Straße hin durch um einen schmalen Anbau erweitert wurde. Am älteren Trakt ist das Fachwerk bis auf den Giebel unter Schiefer verborgen. Er zeigt ein sehr gleichmäßiges, symmetrisches Fachwerk, das als einzigen Schmuck über beschnitzte Eckständer verfügt.

#### Bildstöcke
Am Steinchen: Dieser Bruchsteinbau am nördlichen Ortseingang aus Richtung Dorchheim verfügt über ein Pyramidendach aus Blech und ist vollständig verputzt. Das Bauwerk stammt aus dem 19. Jahrhundert und verfügt am Türchen über einen schmiedeeisernen Rahmen aus der Bauzeit.
Hauptstraße: Am südlichen, Heuchelheim zugewandten Ortsausgang wurde dieser Bildstock mit Pyramidendach Anfang des 20. Jahrhunderts errichtet. Die Marienfigur in der Bildnische dürfte aus der Bauzeit stammen. Das Mauerwerk ist vollständig verputzt und durch aufgeputzte Rahmen geschmückt.